# 140. pehotni polk (Italija)
140. pehotni polk Bari (izvirno italijansko 140º Reggimento fanteria) je bil pehotni polk Kraljeve italijanske kopenske vojske.

## Zgodovina
Med prvo svetovno vojno je bil polk nastanjen na soški fronti in med drugo svetovno vojno v Grčiji in Sardiniji.